# Nikolaj Grigorjevič Abutkov
Nikolaj Grigorjevič Abutkov (rusky Николай Григорьевич Абутков, 1833–1859) byl ruský malíř.
Studoval na Carské akademii umění u Sokrata Maximoviče Borobjova. Byl talentovaným krajinářem a zabýval se litografií. Na výstavách Akademie výtvarných umění představil svou tvorbu v roce 1858 Pohled na okolí Tveru a v roce 1859 Zima. Pohled na Petrohrad (nyní v Ruském muzeu). Za ten získal malou stříbrnou medaili Akademie umění. Známá je také jeho litografie Portrét vrátného Petrohradské univerzity V. S. Prytkova.
Zemřel v roce 1859 ve věku 26 let. Byl pohřben na Arském hřbitově v Kazani.

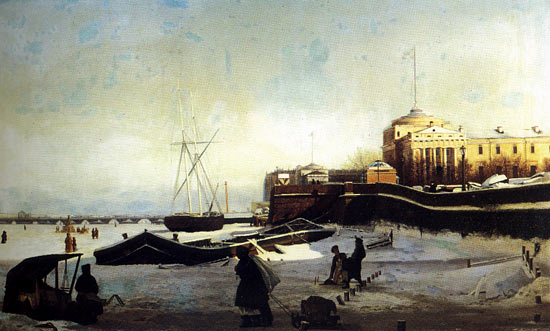
Zima. Pohled na Petrohrad. (1859)